# John Sanday
John Sanday (* 1960 in Tailevu) ist ein ehemaliger fidschianischer Rugbyspieler. Er nahm 1987 mit der fidschianischen Rugby-Union-Nationalmannschaft an der Rugby-Union-Weltmeisterschaft teil.